# Istočni Mojstir
Istočni Mojstir (cyr. Источни Мојстир) – wieś w Serbii, w okręgu raskim, w gminie Tutin. W 2011 roku liczyła 105 mieszkańców.